# Vlag van Middelharnis

Vlag van de gemeente Middelharnis (1986-2013)

De vlag van Middelharnis is op 7 augustus 1986 bij raadsbesluit vastgesteld als de gemeentevlag van de Nederlandse gemeente Middelharnis, provincie Zuid-Holland. De vlag kan als volgt worden omschreven:
Negen banen van gelijke hoogte van geel en groen, met in de broektop een vierkant blauw veld ter hoogte van 4/9 van de vlaghoogte, beladen met een getuigd gaffelschip in wit.
De kleuren en tekening van de vlag wijken af van de gevoerde gemeentewapens.
Op 1 januari 2013 is Middelharnis opgegaan in de gemeente Goeree-Overflakkee. De vlag is daardoor als gemeentevlag komen te vervallen.

## Ontwerp
De vlag is ontworpen door de Utrechtse vlaggenkundige Hans van Heijningen. Het ontwerp is allereerst gebaseerd op de oude gewoonte dat schepen behorende tot een vissers- of handelsvloot, op zee vlaggen met smalle horizontale banen voerden die behoorden bij de thuishaven. De vier groene banen staan voor akkerbouw en veeteelt en stellen de vier gemeenten voor die in 1966 werden samengevoegd: Middelharnis, Sommelsdijk, Nieuwe-Tonge en Stad aan 't Haringvliet. Het geel staat voor het zand van de slikken en schorren waaruit ze door bedijking zijn voortgekomen. Alle plaatsen in de gemeente zijn op die wijze ontstaan. Men kan de banen ook als zee- en slaperdijken zien. Het blauwe vlak moet gezien worden als een haven. Deze raakt slechts twee van de vier groene banen omdat van de vier plaatsen slechts twee een eigen haven hadden, te weten Middelharnis en Sommelsdijk. In de haven ligt een schip, vergelijkbaar met het schip dat op de windwijzer op het dak van het toenmalige stadhuis was afgebeeld. Met dit type vissersschip werd vanuit de haven van Middelharnis op zee gevist.
De ontwerper had meerdere voorstellen ingediend, ook voorstellen die op de gemeentewapens van de vier voormalige gemeenten waren gebaseerd, maar de gemeenteraad gaf de voorkeur aan de vlag met het gaffelschip.

## Dorpsvlag

Dorpsvlag van Middelharnis
(Sinds 2018)

Sinds 30 oktober 2018 wordt een dorpsvlag verkocht die is gebaseerd op het tweede wapen van Middelharnis. Deze is blauw met in het midden een wit wapenschild, waarop een blauw harnas is geplaatst. Het is daarmee een sprekend wapen: het gaat om het middenstuk van een harnas. Dit symbool heeft een lange traditie in Middelharnis, in verschillende kleurschakeringen. De status van deze vlag is onbekend.